# Bulgarian Juniors 2014
Das Bulgarian Juniors 2014 als bedeutendstes internationales Nachwuchsturnier von Bulgarien im Badminton fand vom 15. bis zum 17. August 2014 in der Sport Hall Vasil Levsky in Pasardschik statt.

## Sieger und Platzierte
| Disziplin    | Gold                           | Silber                            | Bronze                                |
| ------------ | ------------------------------ | --------------------------------- | ------------------------------------- |
| Herreneinzel | Toma Junior Popov              | Alexandre Hammer                  | Ömer Altınköprü                       |
| Herreneinzel | Toma Junior Popov              | Alexandre Hammer                  | Dmitriy Riabov                        |
| Dameneinzel  | Kader İnal                     | Özge Özer                         | Alina Davletova                       |
| Dameneinzel  | Kader İnal                     | Özge Özer                         | Anastasiya Ronzhina                   |
| Herrendoppel | Ronan Guéguin Alexandre Hammer | Toma Junior Popov Thomas Vallez   | Oktay Aydın Haktan Doğan              |
| Herrendoppel | Ronan Guéguin Alexandre Hammer | Toma Junior Popov Thomas Vallez   | Sergey Molodov Dmitriy Riabov         |
| Damendoppel  | Kader İnal Fatma Nur Yavuz     | Delphine Delrue Verlaine Faulmann | Ksenia Evgenova Ekaterina Kut         |
| Damendoppel  | Kader İnal Fatma Nur Yavuz     | Delphine Delrue Verlaine Faulmann | Elizaveta Pyatina Anastasiya Ronzhina |
| Mixed        | Rodion Alimov Alina Davletova  | Melih Turgut Fatma Nur Yavuz      | Thomas Vallez Delphine Delrue         |
| Mixed        | Rodion Alimov Alina Davletova  | Melih Turgut Fatma Nur Yavuz      | Toma Junior Popov Yaëlle Hoyaux       |